# 福井市中央公園
福井市中央公園（ふくいしちゅうおうこうえん）は、福井県福井市大手3丁目にある公園（近隣公園）。

## 概要
福井市は2013年11月に福井城址と中央公園を一体化する『福井市中央公園周辺再整備基本計画（案）』を公表。2050年までに県庁と市役所の移転を伴う整備を行うが、中央公園内部の再整備は2015年までに先行して行うとしている。
公園内に建っていた岡田啓介元内閣総理大臣の銅像は2016年に福井駅前に移設された。
2020年東京オリンピックの聖火リレーでセレブレーション会場となった、聖火ランナーは公募により1万人程度が選ばれた、
聖火リレーについて、組織委員会はスポンサー企業4社と各都道府県実行委員会が行ったランナー公募に延べ53万5717件の応募があったと発表した。

## 周辺の施設
- 福井市役所
- 佐佳枝廼社
- 福井神社
- 福井市順化小学校

## 交通
中央公園の最寄り駅
- 福井城址大名町駅･･･福井鉄道福武線
- 福井駅･･･西日本旅客鉄道（JR西日本）、ハピラインふくい、えちぜん鉄道、福井鉄道

中央公園の最寄りバス停留所
- 大名町（福井市役所口）･･･京福バス
- 駅前大通り･･･京福バス、福井交通

## 脚註
1. ↑  http://park.publicmap.jp/43073
2. ↑  福井城堀跡に散歩道、庭園も　福井市中央公園を再整備　政治・行政　福井のニュース ：福井新聞（2013年11月22日）
3. ↑  “聖火リレー、公募に延べ53万件応募”. 日本経済新聞. (2019年9月27日).  オリジナルの2019年9月27日時点におけるアーカイブ。 2019年9月27日閲覧。